# Пластові відзначення та нагороди

Графічне зображення Залізного Хреста — нагороди за хоробрість у боротьбі за Батьківщину

Юнацькі четверте та третє пластові відзначення

Пла́стові відзна́чення та нагоро́ди — це кількаступенева система заохочень та подяк, прийнята у Пласті — Національній скаутській організації України. Нагороди надаються відповідно до вікової приналежності пластуна чи пластунки до певного Уладу (об'єднання). Винятки становлять «Бронзовий хрест за геройський чин» та «Залізний Пластовий Хрест», котрі за визначенням надаються незалежно від віку.
Пластові відзначення та нагороди носяться виключно на пластовому однострої, причеплені над лівою кишенею (чи в аналогічному місці для новаків, котрі носять безрукавки). Після переходу до старшого Уладу не можна носити відзначення чи нагороди молодшого Уладу, за винятком Почесних Хрестів, котрі можна носити впродовж цілого життя. Також юнацьке Перше відзначення можна носити старшому пластуну чи старшій пластунці. Окрім того, усі відзначення, отримані в Уладі старших пластунів можна носити бувши пластуном сеньйором чи пластункою сеньйоркою.

## Почесні Хрести
Почесні Хрести — це пластові відзначення, що незалежні від віку.
- Бронзовий Хрест за геройський чин. Це відзначення надають за врятування життя або інший геройський вчинок.

- Залізний Пластовий Хрест. Це відзначення надають за хоробрість у боротьбі за Батьківщину. При цьому під Батьківщиною розуміється не тільки Україна, а й країна, що такою стала. Враховується участь у боротьбі без уваги, у якому часовому чи географічному просторі вона проходила.

Хрест із відповідною грамотою вручає Начальний Пластун на відповідному святковому зібранні. Начальний Пластун може делегувати вручення відзначення комусь із підлеглого пластового проводу, проте грамоту підписує власноручно. За полеглих героїв одержує відповідний Хрест їхня родина або курінь.

## ДляУПН
В Уладі Пластунів Новаків і Пластунок Новачок, де згуртовані пластуни новаки й пластунки новачки 6-11 років, нагороди за гарні вчинки називаються похвалами. Існує три види похвал:
- Усна похвала виховника. Цю похвалу надає виховник новацького рою за понадпересічні досягнення новака, наприклад здобуття першунства в тереновій грі, визначну допомогу в проведенні прогулянки, стовідсоткову присутність на усіх заняттях-сходинах упродовж року тощо.

- Письмова похвала гніздового. Цю похвалу можна одержати за особливий вияв прикмет доброго новака, працю над собою (наприклад здобуття дуже великої кількості новацьких вмілостей) або особливі індивідуальні досягнення поза Пластом.

- Похвала-відзнака Крайового коменданта УПН. Цю похвалу новак може одержати за надзвичайний вчинок у Пласті або поза Пластом, який віддзеркалює особливе втілення Новацького Закону.

## ДляУПЮ
В Уладі Пластунів Юнаків та Пластунок Юначок, котрий об'єднує пластунів віком 11-18 років, надають чотири рівні відзначень — Перше, Друге, Третє та Четверте. Як правило, заслуги, за які надають відзначення, диференціюються — від діяльності на рівні гуртка (Четверте відзначення) до діяльності на рівні України (Перше відзначення).
Четверте пластове відзначення надають
- за зразкову пластову поставу або визначну діяльність у гуртку, курені, станиці, чи в таборі або на вишколі. Приклади: за зразкову пластову поставу протягом одного року;
- за зразкове ведення діловодства в гуртку протягом одної каденції (терміну);
- за зразкову пластову поставу під час юнацького табору;
- за найкраще підготовлені і переведені гурткові або курінні сходини під час одного року;
- за особливі осяги у курінних, станичних або крайових змаганнях під час року або у точкуванні табору;
- за успішне виконування обов'язків впорядника УПН протягом одного року.

Третє пластове відзначення надають:
- за зразкову пластову поставу та визначну діяльність у курені, станиці чи в таборі або на вишколі, наприклад за зразкову пластову поставу, гідну для наслідування, протягом двох чи більше років;
- за зразкову пластову поставу та прикладне ведення діловодства в гуртку протягом двох або більше років; за зразкову пластову поставу та прикладне виконування обов'язків впорядника УПН або гурткового УПЮ під час одного року;
- за зразкову пластову поставу та прикладне ведення одного з курінних діловодств протягом одної каденції;
- за зразкову пластову поставу та прикладне виконування обов'язків гурткового під час табору;
- за зразкову пластову поставу та особливі досягнення у крайовому або міжкрайовому таборі чи вишколі або перше місце в точкуванні табору.

Друге пластове відзначення надають:
- за зразкову пластову поставу та непересічну діяльність на терені станиці чи в крайовому або міжкрайовому таборі (або вишколі). Приклади: за зразкову пластову поставу та прикладне виконування обов'язків курінного або гурткового самостійного гуртка впродовж одного року чи одної каденції;
- за зразкову пластову поставу та прикладне виконування обов'язків впорядника УПН або гурткового УПЮ протягом двох або більше років;
- за зразкову пластову поставу та найкращі успіхи в крайовому чи міжкрайовому таборі чи вишколі;
- за зразкову пластову поставу та прикладне виконування обов'язків курінного (або рівнозначного провідника) під час крайового або міжкрайового табору.

Перше пластове відзначення надають:
- за особливо зразкову пластову поставу та надзвичайно непересічну діяльність на терені краю. Приклади: за особливо зразкову пластову поставу та винятково успішне виконування обов'язків курінного протягом двох або більше років, бувши цілий час прикладом зразкового пластуна й успішного провідника — наслідком його праці курінь вважається одним із найкращих у краю;
- за підтримку пластового духу в особливо важких умовах, виявляючи твердий характер та силу духу і приклад допомоги іншим.

## ДляУладу старших пластунів
Старші пластуни й старші пластунки, котрі у віці 18-35 років об'єднані в окремий Улад, мають всього три відзначення. Надання кожного наступного відзначення можливе у тому разі, якщо у пластуна чи пластунки уже є певна кількість відзначень нижчого рівня.

- Третє відзначення — Грамота Вирізнення. Надається за одноразову визначну діяльність на терені станиці, округи або краю на тлі доброї пластової постави. Нагородженому надається грамота та залізна восьмикутна зірка.
- Друге відзначення — Грамота Заслуги. Надається за визначну діяльність впродовж не менше двох років на терені станиці, округи або краю на тлі доброї пластової постави та вирізнення щонайменше двома третіми відзначеннями. Нагородженому надається грамота та бронзова восьмикутна зірка.
- Перше відзначення — Орден Святого Юрія в бронзі. Надається за визначну діяльність та зразкову пластову поставу впродовж не менше п'яти років, вирізнення щонайменше чотирма третіми відзначеннями та двома другими відзначеннями.

## ДляУПС
В Уладі Пластунів Сеньйорів, вік пластунів від 35 років, диференціація відзначень іде за діяльністю суто пластовою та діяльністю поза межами організації.
За керівну, виховну або іншу видатну діяльність у Пласті, пластуни сеньйори можуть бути нагороджені відзначеннями в таких трьох ступенях:
- Третє відзначення — Грамота Заслуги, котре надає Крайова Пластова Старшина;
- Друге відзначення — Орден Святого Юрія в сріблі, котре надає Головна Пластова Булава на подання Крайової Пластової Старшини;
- Перше відзначення — Орден Святого Юрія в золоті, котре надає Начальний Пластун на подання Головної Пластової Булави.

За визначну або довголітню, згідну з пластовою ідеологією, громадську або наукову діяльність поза Пластом, пластуни сеньйори можуть бути нагороджені відзначеннями у таких трьох ступенях:
- Третє відзначення — Грамота признання, котре надає Крайова Пластова Старшина, на внесення булави крайового булавного УПС;
- Друге відзначення — Орден Вічного Вогню в сріблі, котре надає Головна Пластова Булава на внесення Крайової Пластової Старшини;
- Перше відзначення — Орден Вічного Вогню в золоті, котре надає Начальний Пластун на внесення Головної Пластової Булави.

## Колишні
- Свастика заслуги — за заслуги у згуртуванні та вихованні нових пластових опікунів, курінних і кошових провідників. Затверджена ВПК у 1927 році.
- Свастика вдячності — нагорода для осіб, які були поза пластовим уладом, але своєю працею та фінансовою допомогою зробили великий внесок у розвиток «Пласту»[1][2]